# Нижние Леканды
Нижние Леканды (баш. Түбәнге Ләкәнде) — деревня в Аургазинском районе Башкортостана, относится к Нагадакскому сельсовету.

## Географическое положение
Расположена в центре республики в низовьях реки Кузелги. Расстояние до:
- районного центра (Толбазы): 32 км,
- центра сельсовета (Татарский Нагадак): 5 км,
- ближайшей железнодорожной станции (Тюкунь): 5 км.

## История
В «Списке населенных мест по сведениям 1870 года», изданном в 1877 году, населённый пункт упомянут как деревня Нижние Леканды 1-го стана Стерлитамакского уезда Уфимской губернии. Располагалась при речке Кусь-илге, по правую сторону Оренбургского почтового тракта из Стерлитамака в Уфу, в 63 верстах от уездного города Стерлитамака и в 25 верстах от становой квартиры в деревне Толбазы (Адиль-Муратова). В деревне, в 34 дворах жили 210 человек (103 мужчины и 107 женщин, мещеряки, тептяри). Жители занимались земледелием, скотоводством, пчеловодством.

## Население
| 2002 | 2009 | 2010 |
| ---- | ---- | ---- |
| 249  | →249 | ↘234 |

Согласно переписи 2002 года, преобладающие национальности — татары (50 %), башкиры (49 %).

## Известные жители
- Сагидуллин, Габдулла Гайфуллович (1938—1999) ― уроженец села, советский российский учёный в области физики взрыва, доктор технических наук, профессор[6].
- Хакимов, Мидхат Гайнанович (1940 – 2024)— уроженец села, депутат Государственной Думы России III созыва (группа «Регионы России»).